# Cleópatra Berenice

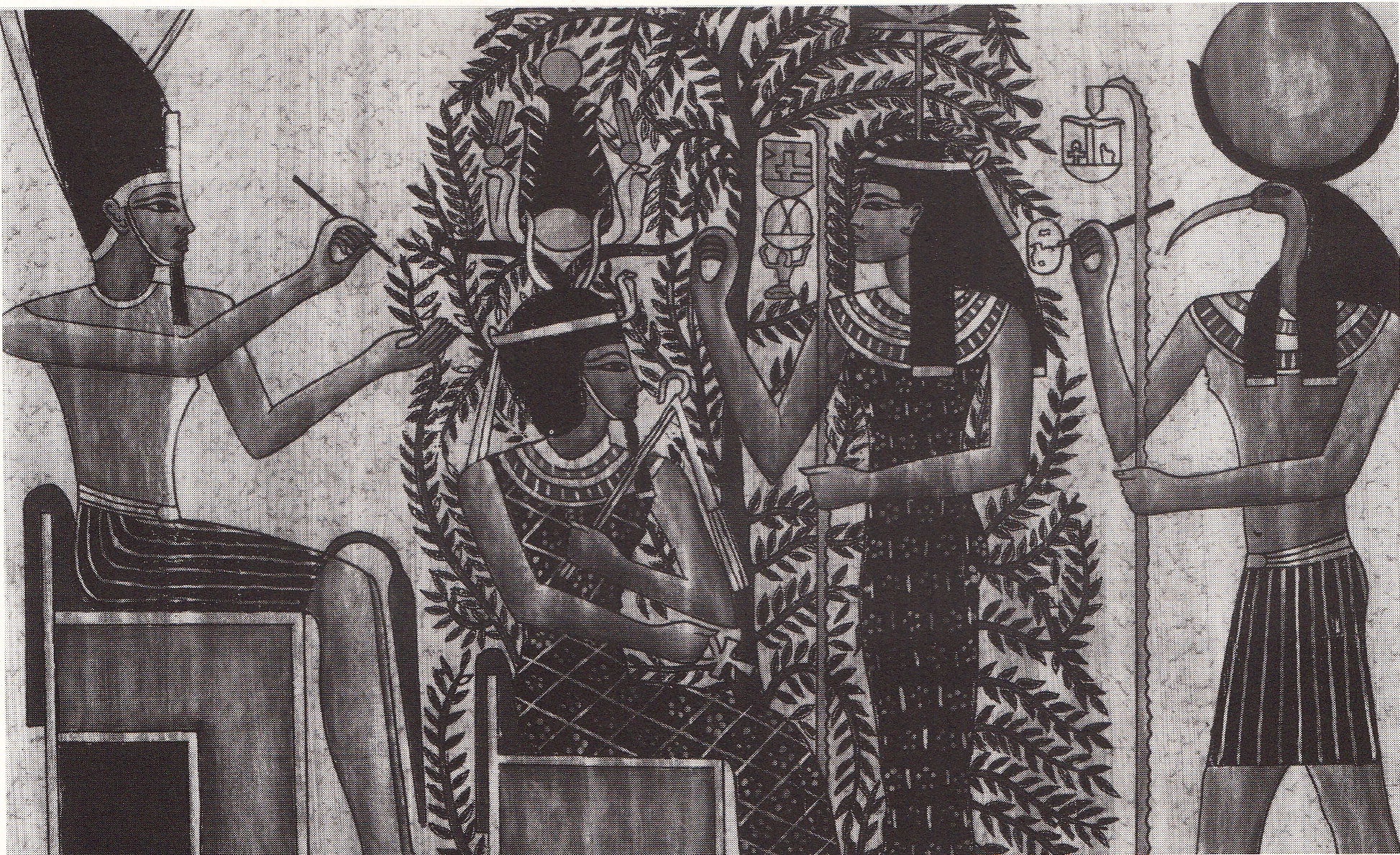
Cleopatra Berenice e Selene

Cleópatra ou Berenice (120 a.C. — 80 a.C.), filha de Ptolemeu IX Sóter II, foi uma rainha do Reino Ptolemaico entre 81 e 80 a.C.. Alguns historiadores antigos (por exemplo, Eusébio de Cesareia) a chamam de Cleópatra, e outros (por exemplo, Pausânias) a chamam de Berenice; historiadores modernos (por exemplo, William Smith) costumam chamá-la de Cleópatra Berenice.

## Família
Era filha de Ptolemeu IX Sóter II  e de Cleópatra IV ou de Cleópatra Selene I. Era a única filha legítima de Ptolemeu IX Sóter II. A dinastia ptolemaica vinha de várias disputas fratricidas: seu avô Ptolemeu VIII Evérgeta II fora casado com Cleópatra III, e teve dois filhos, Ptolemeu IX Sóter II e Ptolemeu X Alexandre I, que disputaram o reino.

## Rainha do Egito
Casou com o seu tio Ptolemeu X Alexandre I. Foi incorporada no culto da dinastia como Deusa Irmã Amante Qea Filadelfo. Com a expulsão por Ptolemeu X, fugiu de Alexandria com o marido, se exilando com ele com a filha de ambos em Myra, uma cidade da Lícia. Teve uma filha, Cleópatra V.
Em 87 a.C., morreu seu tio e marido; ela retornou ao Egito antes de 81, tornando-se co-regente com seu pai Ptolomeu IX. Sucedeu a este como rainha, única regente, governando sozinha por seis meses  e sendo incorporada na dinastia como Deusa Filha Amante Qea Filopátor.
Após a morte de Ptolemeu IX Sóter II, por falta de homens em idade militar no Egito, Ptolemeu XI Alexandre II, filho de Ptolemeu X Alexandre I, que vivia em Roma, foi chamado para reinar. Tornou-se co-regente com Ptolemeu XI Alexandre II, e foi morta pelo marido dezenove dias depois do casamento. Ptolemeu XI Alexandre II foi em seguida assassinado por um grupo de soldados, sendo sucedido por Ptolemeu XII, irmão da recém assassinada Cleópatra.

## Homenagens
Na Atenas do século II d.C., havia estátuas em honra a seu pai, Ptolemeu IX Sóter II com sua filha; os atenienses eram gratos a seu pai que os beneficiou de várias formas.